# Narkaustunturi

Narkaustunturi är ett berg i Gällivare kommun, Norrbottens län. Berget reser sig 555 meter över havet och är beläget elva kilometer nordost om Nilivaara samt gränsar till Pajala kommun. Narkaustunturi tillhör Tunturits naturreservat och är även det högsta berget i Pajala kommun.